# 플라스마

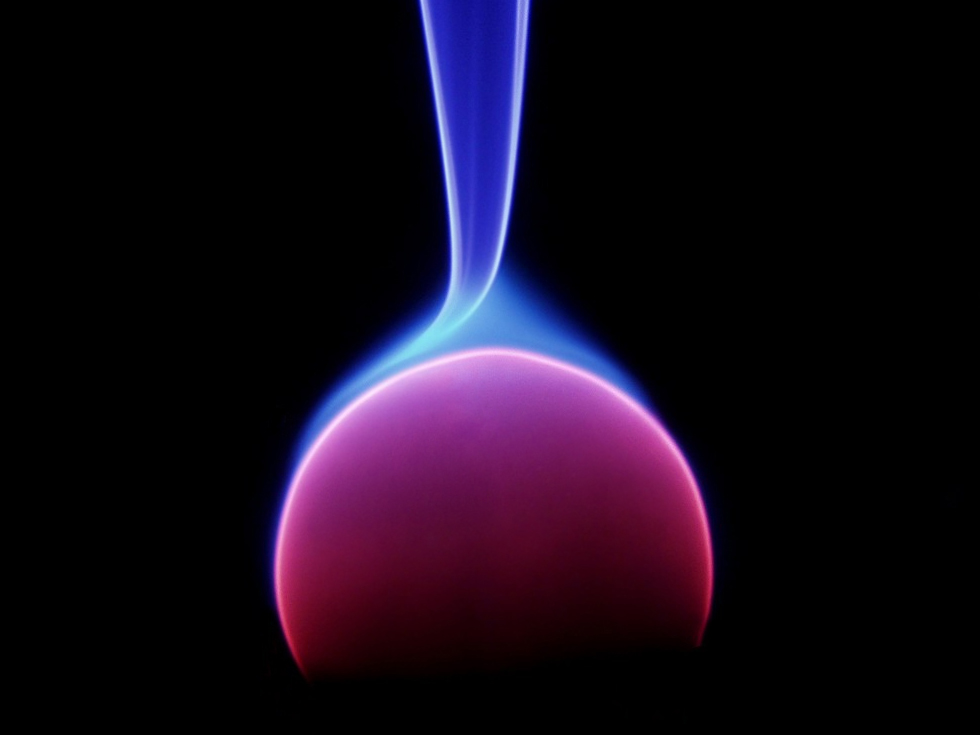
플라스마 램프(Plasma Lamp) 안에서 만들어지는 플라스마.

플라스마(영어: plasma)는 물리학이나 화학 분야에서 디바이 차폐(Debye sheath)를 만족하는 이온화된 기체를 말한다. 고체, 액체, 기체에 이어 4번째 상태로 원자핵과 자유전자가 따로따로 떠돌아다니는 상태이다. 자유 전하로 인해 플라스마는 높은 전기전도도를 가지며, 전자기장에 대한 매우 큰 반응성을 갖는다. 우주에 존재하는 물질의 99%가 플라스마로 이루어져 있다(물론 암흑물질과 암흑에너지를 제외하고). 물리적으로, 플라스마는 전기전도도를 가지는 전하를 띤 입자들의 집합체로, 외부 전자기장에 집합적으로 반응한다. 플라스마는 일반적으로 중성 기체와 같은 집합체 또는 이온 빔의 형태를 취하지만, 티끌을 포함하기도 하며, 이러한 플라스마를 티끌 플라스마(dusty plasma)라 한다.

## 역사
플라스마는 윌리엄 크룩스에 의해 1879년에 방전관에서 처음으로 확인되었고, 당시 그는 이것을 발광물질이라고 칭했다. 영국의 물리학자 조지프 존 톰슨은 1897년에 크룩스 관(Crookes tube)으로 음극선에 대하여 연구하였고, 1928년 어빙 랭뮤어는 "플라스마"라는 용어를 최초로 다음과 같이 정의하였다.
| “ | 극소수의 전자가 존재하는 차폐(sheath) 영역의 전극 근처를 제외하고, 전리된 기체는 대략 같은 수의 전자와 이온을 포함하기 때문에 그 공간 합성 전하(resultant space charge)는 매우 작다. 플라스마라는 이름은 이온과 전자의 전하량이 균형을 이룬 이러한 영역을 묘사하기 위해 사용될 수 있다. | ” |

## 정의 및 성질
모든 이온화된 기체를 플라스마라고 하지는 않는다. 플라스마는 이온화 된 기체 중 집단적인 움직임을 보이는 극성과 비극성 입자들로 이루어진 준중성(Quasi neutrality)의 기체를 특별히 부르는 말이다. 준중성이란 용어는 디바이 차폐와 연관되어 있다.
여기서 집단적인 움직임이란 외부의 전자기장에 따른 플라스마 내부 입자들이 움직이면서 만드는 국소적인 전자기장에 따른 움직임도 포함한다. 이렇게 국소적으로 만들어진 전자기장은 다른 부분의 입자들에 영향을 미친다.
일반적으로 전기장은 역제곱 법칙을 따라 감소한다. 하지만 플라스마의 경우 감소 효과가 작아 비교적 먼 거리까지 전기장이 영향을 미친다. 이런 경우 국소적인 범위 내에서 상호작용뿐만 아니라 먼 거리에서의 상호작용도 일어난다. 위에서 말한 "집단적인 움직임"이란, 플라스마의 운동이 국소적인 상태뿐만 아니라 먼 거리의 상태까지 영향을 받는 운동이다.

### 사하 이온화 방정식
우리 주변에서는 플라스마 상태의 물질을 쉽게 찾아볼 수 없는데, 그 이유는 사하 이온화 방정식(saha ionization equation)에서 찾아볼 수 있다. 사하 이온화 방정식에 따르면, 온도 {\displaystyle \mathbf {} T}에서 열적 평형에 있는 기체는 다음의 방정식을 만족한다.
{\displaystyle {\frac {n_{i}}{n_{n}}}\approx 2.4\times 10^{21}{\frac {T^{3/2}}{n_{e}}}\exp[-U_{i}/KT].}
여기에서 {\displaystyle \mathbf {} n_{i}}, {\displaystyle \mathbf {} n_{n}} 은 각각 이온화된 원자와 중성 원자의 밀도(단위 부피당 입자 수)를 뜻하고, {\displaystyle \mathbf {} n_{e}}는 단위 부피당 전자 개수밀도이며, {\displaystyle \mathbf {} K}는 볼츠만 상수, 그리고 {\displaystyle \mathbf {} U_{i}}는 기체의 이온화 에너지를 말한다. 지구의 조건을 대입해 이 값을 계산하면 {\displaystyle \mathbf {} 10^{-122}}에 가까운 비율이 나온다. 아주 높은 온도에서만 유의할 만한 비율이 나오기 때문에 플라스마를 물질의 기본적인 세가지 상태인 기체, 액체, 고체, 초임계 상태와 더불어 다섯번째 상태로 취급한다. 사하 이온화 방정식에 대한 자세한 이해는 필요는 없으나, 플라스마를 이해하기 위해 대략적인 물리적 의미는 알 필요가 있다. 이온화가 되기 위해선 에너지가 큰 원자가 충돌을 해 전자를 떼어내야 한다. 사하 이온화 방정식에서 지수 부분은 이런 에너지가 큰 원자가 빠르게 감소하는 것을 보여준다. 원자가 이온화되면 다시 안정된 상태로 돌아가기 위해서 전자와 결합해야한다. 결합률은 전자의 밀도에 비례해서 전자의 밀도가 클수록 원자는 빠르게 안정한 상태로 결합한다. 따라서 사하 이온화 방정식에서 {\displaystyle \mathbf {} n_{e}}항이 분모에 들어가게 된다.

### 플라스마의 온도
플라스마에 대해 좀 더 알아보기 전에 온도에 대한 정의가 필요하다. 열평형에 있는 입자의 속력 분포는 맥스웰-볼츠만 분포를 따른다. 1차원의 맥스웰-볼츠만 분포 식은 다음과 같다.
{\displaystyle f(u)=A\exp \left(-{\frac {1}{2}}mu^{2}/KT\right)}
여기서 밀도 {\displaystyle n} 을 {\displaystyle f(u)}를 적분한 값으로 정의한다.
{\displaystyle n=\int _{-\infty }^{\infty }f(u)du.}
상수 {\displaystyle A} 값은 밀도 {\displaystyle n}과 관계된 값이다.
{\displaystyle A=n\left({\frac {m}{2\pi KT}}\right)^{1/2}}
속력 분포는 온도와 관련되어 있다. 온도의 정확한 의미를 알기 위해 입자의 평균 운동 에너지를 구해보자.
{\displaystyle E={\frac {\int _{-\infty }^{\infty }{\frac {1}{2}}mu^{2}f(u)du}{\int _{-\infty }^{\infty }f(u)du}}={\frac {1}{2}}KT.}
3차원에서 에너지 분포는 1차원에서와 같은 방식으로 구해보면 {\displaystyle \mathbf {} E=3/2KT}라는 결과가 나온다. 일반화 시키면 차원의 자유도가 증가할 때마다 {\displaystyle \mathbf {} 1/2KT} 만큼 평균 에너지가 증가함을 알 수 있다. 이러한 결과들은 온도와 평균 에너지가 관계가 있음을 보여준다.
플라스마 내부에는 다양한 온도가 존재한다. 이것은 이온 간의 충돌과 전자 간의 충돌이 일어날 확률이 이온과 전자가 충돌할 확률보다 높기 때문에 나타난다. 따라서 각각의 입자간의 충돌 횟수에 따라 이온과 전자는 다른 온도를 갖는다. 또한 같은 입자라고 하더라도 다른 속력 분포를 나타낼 수 있다. 자기장이 일정한 방향으로 걸린 경우 자기장의 나란한 방향과 수직한 방향의 속도가 달라서 각각의 방향에 따라 온도가 다르다.

### 디바이 차폐
플라스마는 외부에서 걸어준 전위를 차폐시킨다는 특징이 있다. 이를 디바이 차폐(Debye sheath)라고 한다. 플라스마 내부에 두 개의 대전된 구를 넣어 전기장을 만드는 경우를 가정해보자. 두 구는 외부 전지에 의해 전위가 유지되는 상태이다. 두 구는 반대 전하를 주변으로 끌어들여 전기장을 상쇄시킨다. 만약 플라스마의 온도가 낮은 경우라면 열에 의한 충돌이 없어, 전기장을 완벽히 상쇄시킨다. 따라서 외부에서 전기장은 0이 된다.
하지만 온도가 충분히 크다면 차폐가 완벽하게 일어나지 않는다. 이 경우 구를 둘러싼 전하 구름의 가장자리에서 전하는 전자기 퍼텐셜을 벗어날 정도의 에너지를 갖는다. 결국 전하 구름의 가장자리는 열 에너지 {\displaystyle \mathbf {} KT}와 전기적 위치 에너지가 같아지는 지점에 형성된다.
이를 바탕으로 전하 구름의 두께를 계산해보자. 퍼텐셜 {\displaystyle \mathbf {} \phi } 가 {\displaystyle \mathbf {} x=0} 인 평면에서 {\displaystyle \mathbf {} \phi _{0}} 라는 일정한 값으로 고정되어 있을 때 {\displaystyle \mathbf {} \phi (x)}를 계산한다. 계산상 편의를 위해 이온이 전자에 비해 질량이 매우 커서 움직이지 않는다고 가정한다.
1차원에서의 푸아송 방정식은 다음과 같다.
{\displaystyle \epsilon _{0}\nabla ^{2}\phi =\epsilon _{0}{\frac {d^{2}\phi }{dx^{2}}}=-e(n_{i}-n_{e}).}
아주 먼 거리에서의 밀도를 {\displaystyle \mathbf {} n_{\infty }} 라고 표현하면 {\displaystyle \mathbf {} n_{i}=n_{\infty }} 로 대체할 수 있다.
한편, {\displaystyle \mathbf {} q\phi }의 전기적 위치 에너지가 있을 때 전자의 속도 분포는 다음과 같다.
{\displaystyle f(u)=A\exp \left[-({\frac {1}{2}}mu^{2}+q\phi )/KT_{e}\right].}
즉, 전기적 퍼텐셜 에너지가 클 수록 적은 수의 전자가 분포한다.
이 함수를 {\displaystyle q=-e} 인 경우에서 {\displaystyle u}에 대해 적분한다. {\displaystyle \lim _{\phi \to 0}n_{e}=n_{\infty }} 임을 상기하면
{\displaystyle n_{e}=n_{\infty }\exp(e\phi /KT_{e})}
1차원 푸아송 방정식에 이를 적용하면
{\displaystyle \epsilon _{0}{\frac {d^{2}\phi }{dx^{2}}}=en_{\infty }\left[\exp \left({\frac {e\phi }{KT_{e}}}\right)-1\right]}
{\displaystyle \left|{\frac {e\phi }{KT_{e}}}\right|\ll 1} 인 곳에서 우변을 테일러 급수로 전개하면
{\displaystyle \epsilon _{0}{\frac {d^{2}\phi }{dx^{2}}}=en_{\infty }\left[{\frac {e\phi }{KT_{e}}}+{\frac {1}{2}}\left({\frac {e\phi }{KT_{e}}}\right)^{2}+\cdots \right]}
이는 {\displaystyle \left|{\frac {e\phi }{KT_{e}}}\right|} 가 큰 영역에서는 간단한 형태로 전개하기 어렵다. 하지만 이 영역은 전하 구름의 두께에 큰 영향을 미치지 않으며, 전위가 급격히 떨어진다. 테일러 급수에서 1차 항만 남기면 {\displaystyle \epsilon _{0}{\frac {d^{2}\phi }{dx^{2}}}={\frac {n_{\infty }e^{2}}{KT_{e}}}\phi }를 얻을 수 있다.
{\displaystyle \mathbf {} \lambda _{D}\equiv \left({\frac {\epsilon _{0}KT_{e}}{ne^{2}}}\right)^{1/2}} 라고 정의 하면 1차항만 남은 푸아송 방정식의 해는
{\displaystyle \mathbf {} \phi =\phi _{0}\exp(-|x|/\lambda _{D})}
앞서 정의한 {\displaystyle \mathbf {} \lambda _{D}}를 디바이 길이(Debye length)라고 부르며, 차폐가 되는 길이를 말한다.
전자의 밀도가 증가하면 단위 면적 당 전자수가 증가하게 돼서 디바이 길이는 감소한다. 또한 열 에너지가 증가할수록 디바이 길이는 증가한다. 열 에너지가 작은 경우는 결합에 의해 전하 구름이 매우 얇아지기 때문에 디바이 길이는 열 에너지에 비례한다. 열 에너지에서 온도를 {\displaystyle \mathbf {} T_{e}}로 사용한 이유는 전자의 운동이 훨씬 더 활발하기 때문이다. 따라서 전자에 의해 차폐가 일어나기 때문에 전자의 운동이 차폐를 결정한다.
준중성은 이를 통해 정의할 수 있다. 만약 플라스마의 크기가 {\displaystyle \mathbf {} \lambda _{D}} 보다 매우 크면 국소적인 전하의 밀집이나 외부 퍼텐셜에 의해 플라스마 내부에 생긴 전자기장이 완벽하게 차폐되지 않는다. 차폐가 되지 않는 나머지 부분에서 {\displaystyle \nabla ^{2}\phi }는 매우 작고 {\displaystyle \mathbf {} n_{i}=n_{e}}가 성립한다. 전하가 약간만 불균형을 이뤄도 {\displaystyle \mathbf {} KT/e}에 비례하는 퍼텐셜이 생긴다. 플라스마가 준중성이란 뜻은 전자의 밀도와 이온의 밀도가 거의 비슷하지만 모든 전자기력이 상쇄되지 않을 정도로 중성을 띈다는 말이다. 즉, 이온화 된 기체를 플라스마라고 부를 수 있는 기준은 {\displaystyle \mathbf {} \lambda _{D}}가 플라스마의 전체 크기보다 매우 짧을 때이다.

### 플라스마의 기준
디바이 차폐는 충분히 많은 입자가 있는 경우에 적용된다. 만약 한두 개의 입자만 존재하는 경우 디바이 차폐는 의미가 없어진다. 이 사실과 {\displaystyle \lambda _{D}\ll L}를 통해 {\displaystyle \mathbf {} N_{D}\gg 1}이라는 조건을 얻을 수 있다. {\displaystyle \mathbf {} N_{D}}는 디바이 길이를 반지름으로 하는 구 안의 입자 수를 뜻한다.
이온화 된 기체가 플라스마인지 아닌지 구분하는 세 번째 기준은 충돌과 관련되어 있다. 제트 엔진에서 방출되는 이온화 된 기체는 중성 원자와 많이 충돌을 하기 때문에 일반적인 유체역학의 법칙을 따른다. {\displaystyle \mathbf {} \omega } 가 특정한 플라스마 진동의 주기이고 {\displaystyle \mathbf {} \tau } 가 중성 입자끼리의 충돌 사이의 평균 시간 간격이라고 하면 {\displaystyle \omega \tau >1} 인 경우에 플라스마라고 한다.
정리하자면, 이온화된 기체를 플라스마라고 부를 수 있는 기준은 다음과 같다.
1. {\displaystyle \mathbf {} \lambda _{D}\ll L.}
2. {\displaystyle \mathbf {} N_{D}\gg 1.}
3. {\displaystyle \mathbf {} \omega \tau >1.}

## 이론
플라스마는 밀도가 기체와 액체의 중간 상태여서 수학적으로 분석하기 어렵다. 물 같이 밀도가 큰 액체는 유체 역학에서 적용되는 방정식을 통해 움직임을 이해할 수 있다. 반대로 밀도가 아주 작은 기체는 단일 입자의 운동으로 간주할 수 있다. 하지만 플라스마는 밀도가 큰 유체의 성질을 가질 때도 있고, 단일 입자와 같은 성질을 가질 때도 있다.

### 입자의 집합으로서의 플라스마
플라스마에 대해 이해를 하기 위한 첫 단계는 단일 입자가 전자기장에 있을 때 어떻게 운동을 하는지 알아보는 것이다. 플라스마를 입자 하나하나로서 분석함으로써 토카막에 플라스마를 가두는 방법에 대한 이해를 할 수 있다.

#### 일정한 전기장과 자기장에서 운동
대전된 입자는 전기장과 자기장 속에서 힘을 받게 된다. 질량 {\displaystyle \mathbf {} m} , 전하량 {\displaystyle \mathbf {} q} 인 입자가 전기장 {\displaystyle \mathbf {E} } , 자기장 {\displaystyle \mathbf {B} } 안에서 속도 {\displaystyle \mathbf {v} } 로 움직일 때 받는 힘은 로런츠 힘이라고 하여 잘 알려져 있다.
{\displaystyle \mathbf {F} =q(\mathbf {E} +\mathbf {v} \times \mathbf {B} )}
자기장은 항상 이동 방향과 수직하게 작용하기 때문에 속력에는 영향을 미치지 않고, 다만 속도의 방향에만 영향을 준다.

##### 전기장이 없는 경우
자기장 {\displaystyle \mathbf {B} } 에 의해 입자는 원 모양의 궤도를 따라 움직인다. 이를 수식으로 표현하면
{\displaystyle m{\frac {d\mathbf {v} }{dt}}=q\mathbf {v} \times \mathbf {B} .}
위 식에서 {\displaystyle \mathbf {} m} 은 입자의 질량, {\displaystyle \mathbf {} q}는 입자의 전하량을 뜻한다.
자기장 {\displaystyle \mathbf {B} }의 방향을 {\displaystyle {\hat {z}}} 이라고 정하면({\displaystyle \mathbf {B} } = {\displaystyle B{\hat {z}}}), 다음과 같은 방정식을 얻을 수 있다.
{\displaystyle m{\dot {v}}_{x}=qBv_{y}}
{\displaystyle m{\dot {v}}_{y}=-qBv_{x}}
{\displaystyle m{\dot {v}}_{z}=0}
위 방정식들로부터 {\displaystyle \mathbf {} v_{x}}, {\displaystyle \mathbf {} v_{y}}, {\displaystyle \mathbf {} v_{z}}에 대한 2차 미분 방정식을 얻는다.
{\displaystyle {\ddot {v}}_{x}=-\left({\frac {qB}{m}}\right)^{2}v_{x}\qquad \qquad (1)}
{\displaystyle {\ddot {v}}_{y}=-\left({\frac {qB}{m}}\right)^{2}v_{y}\qquad \qquad (2)}
사이클로트론 주파수(cyclotron frequency) {\displaystyle \mathbf {} \omega _{c}}라는 물리량을 다음과 같이 정의하자.
{\displaystyle \omega _{c}\equiv {\frac {|q|B}{m}}}.
그렇다면 식 {\displaystyle \mathbf {} (1)}, {\displaystyle \mathbf {} (2)} 에 대한 해는 다음과 같다.
{\displaystyle v_{x,y}=v_{\perp }\exp(\pm {\dot {\imath }}\omega _{c}t+{\dot {\imath }}\delta _{x,y})}
{\displaystyle \pm }는 전하의 부호에 따라 정해지고, {\displaystyle v_{\perp }}는 자기장에 수직한 평면 상에서 움직이는 속력을 말한다.
{\displaystyle \mathbf {} x}, {\displaystyle \mathbf {} y}의 상(phase) {\displaystyle \mathbf {} \delta _{x,y}}를 다음 식이 성립하도록 정하고,
{\displaystyle v_{x}=v_{\perp }e^{{\dot {\imath }}\omega _{c}t}\qquad \qquad (3)}
{\displaystyle v_{y}=\pm {\dot {\imath }}v_{\perp }e^{{\dot {\imath }}\omega _{c}t}\qquad \qquad (4)}
라모 반지름(Larmor radius) {\displaystyle \mathbf {} r_{L}}을 {\displaystyle r_{L}\equiv {\frac {v_{\perp }}{\omega _{c}}}} 로 정의하면 식 {\displaystyle \mathbf {} (3)}, {\displaystyle \mathbf {} (4)}를 양변 적분했을 때 다음과 같은 식을 얻을 수 있다.
{\displaystyle \mathbf {} x-x_{0}=r_{L}\sin \omega _{c}t}
{\displaystyle y-y_{0}=\pm r_{L}\cos \omega _{c}t}
위의 결과는 {\displaystyle \mathbf {} x}-{\displaystyle \mathbf {} y} 평면에서 봤을 때 입자가 {\displaystyle \mathbf {} (x_{0},y_{0})}를 중심으로 원운동을 하고 있는 모습을 나타낸다. 이 때 원운동의 중심을 길잡이 중심(guiding center)이라고 부른다.
전하를 띤 입자가 궤도를 따라 운동하면 자기장을 생성하는데 이 자기장의 방향이 맨 처음 입자들에게 걸어줬던 자기장 {\displaystyle \mathbf {B} }와는 정반대 방향이다. 플라스마 입자들이 자기장을 줄여주는 효과를 나타내며, 이 때문에 플라스마는 반자성을 띤다.

##### 유한한 크기의 전기장이 동시에 존재할 경우
일정한 전기장과 자기장이 동시에 입자에 작용하면 입자의 운동 방정식은 다음과 같다.
{\displaystyle m{\frac {d\mathbf {v} }{dt}}=q(\mathbf {E} +\mathbf {v} \times \mathbf {B} )}.
위에서와 마찬가지로 자기장 {\displaystyle \mathbf {B} }의 방향을 {\displaystyle {\hat {z}}}으로 정하고 전기장 {\displaystyle \mathbf {E} } 이 {\displaystyle \mathbf {} x}-{\displaystyle \mathbf {} z} 평면 위에서만 움직인다고 설정한다.
위 식에서부터 {\displaystyle \mathbf {} x}, {\displaystyle \mathbf {} y}, {\displaystyle \mathbf {} z} 성분을 각각 구하면
{\displaystyle {\frac {dv_{x}}{dt}}={\frac {q}{m}}E_{x}\pm \omega _{c}v_{y}}
{\displaystyle {\frac {dv_{y}}{dt}}=0\mp \omega _{c}v_{x}}
{\displaystyle {\frac {dv_{z}}{dt}}={\frac {q}{m}}E_{z}}
위 방정식들로부터 다음 2차 미분 방정식을 이끌어낸다.
{\displaystyle {\frac {d^{2}}{dt^{2}}}v_{x}=-\omega _{c}^{2}v_{x}}
{\displaystyle {\frac {d^{2}}{dt^{2}}}\left(v_{y}+{\frac {E_{x}}{B}}\right)=-\omega _{c}^{2}\left(v+{\frac {E_{x}}{B}}\right)}
위 미분방정식의 해는 다음과 같다.
{\displaystyle v_{x}=v_{\perp }e^{{\dot {\imath }}\omega _{c}t}}
{\displaystyle v_{y}=\pm {\dot {\imath }}v_{\perp }e^{{\dot {\imath }}\omega _{c}t}-{\frac {E_{x}}{B}}}
즉, {\displaystyle -y} 방향으로 길잡이 중심이 {\displaystyle \mathbf {v} _{gc}}의 속도로 움직이는 것을 제외하고는 전기장이 없을 경우와 거의 같은 움직임을 나타낸다.
{\displaystyle \mathbf {v} _{gc}}는 다음을 만족할 때의 속도를 말한다.
{\displaystyle \mathbf {E} +\mathbf {v} \times \mathbf {B} }
즉, {\displaystyle \mathbf {v} _{gc}}의 수직한 성분에 대해 정리하자면 {\displaystyle \mathbf {v} _{\perp gc}=\mathbf {E} \times \mathbf {B} /B^{2}}이다.

##### 일반적인 장이 함께 존재할 경우
일반적인 힘 {\displaystyle \mathbf {F} } 에 의한 길잡이 중심의 이동 속도는 다음과 같다.
{\displaystyle \mathbf {v} _{f}={\frac {1}{q}}{\frac {\mathbf {F} \times \mathbf {B} }{B^{2}}}}
특히 {\displaystyle \mathbf {F} } 가 중력에 해당하는 경우는 ( {\displaystyle \mathbf {F} =m\mathbf {g} } )
{\displaystyle \mathbf {v} _{g}={\frac {m}{q}}{\frac {\mathbf {g} \times \mathbf {B} }{B^{2}}}}

#### 일정하지 않은 자기장에 대한 운동 ( E = 0 )
사실은 자기장이 일정하지 않을 때의 운동을 다루는 것은 정확한 해를 가지고 있지 않다. 시간에 대해서는 변하지 않으나 공간에 대한 함수로 나타낼 수 있을 때, 즉 자기장이 공간에 대해 일정하지 않을 때는 입자의 움직임이 영향 받을 수 있는 요인을 {\displaystyle \nabla |\mathbf {B} |} 와 자기장의 휘어짐, 두 가지로 나누어 고려한다.

##### 자기장이 직선이고 자기력선 밀도만 변할 때
자기력선이 모든 공간에서 직선이고 {\displaystyle y} 방향으로 자기력선의 밀도만 증가하는 상황이라고 해보자. 자기장의 기울기에 의해서 입자에 힘이 가해진다. 그 자기력을 다음과 같이 {\displaystyle y} 에 대한 함수로 나타낼 수 있다.
{\displaystyle F_{y}=-qv_{x}B_{z}(y)=-qv_{\perp }(\cos \omega _{c}t)\left[B_{0}\pm r_{L}(\cos \omega _{c}t){\frac {\partial B}{\partial y}}\right]}
한편 자기장을 원점에서 테일러 급수로 전개하면
{\displaystyle \mathbf {B} =\mathbf {B} _{0}+(\mathbf {r} \cdot \nabla )\mathbf {B} +\cdots }
위 테일러 전개가 타당하기 위해서는 {\displaystyle r_{L}/L\ll 1} 이어야 한다. 여기서 {\displaystyle \mathbf {} L} 은 자기장의 변화가 의미가 있을만한 크기의 단위 길이를 말한다.
자기력의 크기를 회전 1회 동안 평균을 내면, {\displaystyle \cos ^{2}(\omega _{c}t)}의 값이 1/2 이므로
{\displaystyle {\bar {F}}_{y}=\mp qv_{\perp }r_{L}{\frac {1}{2}}\left({\frac {\partial B}{\partial y}}\right)}
이 자기력에 의한 길잡이 중심의 속도는 다음과 같다.
{\displaystyle \mathbf {v} _{\nabla B}={\frac {1}{q}}{\frac {\mathbf {F} \times \mathbf {B} }{B^{2}}}=\pm {\frac {1}{2}}v_{\perp }r_{L}{\frac {\mathbf {B} \times \nabla \mathbf {B} }{B^{2}}}}

##### 자기장이 휘어져 있을 때
자기력선의 곡률 반지름 {\displaystyle R_{c}} 와 {\displaystyle |B|}의 값이 일정하다고 가정하고 입자가 받는 힘을 계산해보면 다음과 같다.
{\displaystyle \mathbf {F} _{c}f={\frac {mv_{\parallel }^{2}}{R_{c}}}{\hat {\mathbf {r} }}=mv_{\parallel }^{2}{\frac {\mathbf {R} _{c}}{R_{c}^{2}}}}
여기서 {\displaystyle v_{\parallel }^{2}} 은 한 회전 동안 자기장 방향의 속도 성분을 제곱해서 평균낸 것이다.
위 힘에 의한 길잡이 중심의 이동 속도는
{\displaystyle \mathbf {v} _{R}={\frac {1}{q}}{\frac {\mathbf {F} _{c}f\times \mathbf {B} }{B^{2}}}={\frac {mv_{\parallel }^{2}}{qB^{2}}}{\frac {\mathbf {R} _{c}\times \mathbf {B} }{R_{c}^{2}}}}

### 유체로서의 플라스마
플라스마에서 전기장과 자기장은 내부 전하들의 움직임에 의해 결정된다. 따라서 내부 전하들의 움직임에 따라 만들어지는 전기장과 자기장을 계산하고 다시 그로 인해 움직이는 경로를 구해야 플라스마의 움직임을 알 수 있다. 이 과정은 시간이 변함에 따라 이루어지기 때문에 시간도 고려를 해야 한다. 이는 일반적인 전하의 움직임을 계산하는 것보다 훨씬 복잡하다.
플라스마를 구성하는 입자들이 복잡한 경로를 따라 움직인다면 플라스마의 움직임을 예측하는 것은 거의 불가능 할 것이다. 하지만 대략 80%의 플라스마 현상은 비교적 쉬운 방법으로 해석을 할 수 있다. 이 방법은 유체 역학처럼 각각의 입자는 무시하고 전체의 움직임만 고려하는 것이다. 물론 플라스마에서 유체는 대전되어 있고, 입자들의 충돌이 다른 유체와 다르게 주기성이 없다는 차이가 있다.
플라스마를 유체로서 근사하자면, 플라스마를 두 개 이상의 유체로 이루어진 유체로 간주한다. 간단한 예로, 한 종류의 이온만 있는 경우 이온화 된 기체와 전자라는 두 가지 유체로 이루어진 유체로 볼 수 있다. 이때 각각은 독립적으로 서로 관통하는 유체로 고려해서 방정식을 세워 움직임을 예측한다. 부분적으로 이온화 된 경우 이온화 되지 않은 중성 기체 분자도 한 종류의 유체로 간주한다. 이온과 전자로 이루어진 유체는 서로 충돌과 전자기력에 의해 상호작용을 하며 중성 원자는 충돌로 다른 유체들과 상호작용을 한다.

#### 플라스마 유체 운동 방정식
전자기장에 놓인 단일 입자의 운동방정식은
{\displaystyle m{\frac {d\mathbf {v} }{dt}}=q(\mathbf {E} +\mathbf {v} \times \mathbf {B} )}
우선 충돌과 열 운동이 없는 상태를 가정하자. 유체를 이루는 물질들은 같은 방향으로 움직이고, 평균 속도 {\displaystyle \mathbf {u} }는 각각의 입자의 속도 {\displaystyle \mathbf {v} }와 같을 것이다. 이를 단일 입자의 운동 방정식에 적용시키면
{\displaystyle mn{\frac {d\mathbf {u} }{dt}}=qn(\mathbf {E} +\mathbf {u} \times \mathbf {B} )}
여기서 {\displaystyle \mathbf {} n} 은 플라스마의 밀도를 말한다. 하지만 이 식은 풀기 쉬운 형태가 아니다. 우변에서 미분은 입자의 위치에 대한 미분이다. 이보다는 유체의 입자들은 공간에 고정된 상태의 방정식을 푸는 것이 편하다.
변수들을 고정된 좌표계에서의 값으로 변화시키기 위해 함수 {\displaystyle \mathbf {G} (x,t)}를 생각해보자. {\displaystyle \mathbf {G} (x,t)}는 1차원에 대한 유체의 임의의 성질이다. 이를 미분하면 축의 시간에 따른 변화를 얻게 되며, 축은 유체와 같이 움직이기 때문에 실제로는 유체의 시간에 따른 미분과 같은 결과를 내게 된다.
{\displaystyle {\frac {d\mathbf {G} (x,t)}{dt}}={\frac {\partial \mathbf {G} }{\partial t}}+{\frac {\partial \mathbf {G} }{\partial x}}{\frac {dx}{dt}}={\frac {\partial \mathbf {G} }{\partial t}}+u_{x}{\frac {\partial \mathbf {G} }{\partial x}}}
우변의 첫 항은 고정된 점에서 시간에 따른 {\displaystyle \mathbf {G} }의 변화율이다. 두 번째 항은 유체와 함께 이동하는 관찰자가 보는 {\displaystyle \mathbf {G} }의 시간에 따른 변화율이다. 3차원에서 이 식을 일반화하면
{\displaystyle {\frac {d\mathbf {G} }{dt}}={\frac {\partial \mathbf {G} }{\partial t}}+(\mathbf {u} \cdot \nabla )\mathbf {G} }

{\displaystyle \mathbf {G} } 에 유체 속도 {\displaystyle \mathbf {u} }를 대입하면 유체의 운동방정식은 아래와 같이 변한다.
{\displaystyle mn\left[{\frac {\partial \mathbf {u} }{\partial t}}+(\mathbf {u} \cdot \nabla )\mathbf {u} \right]=qn(\mathbf {E} +\mathbf {u} \times \mathbf {B} )}
열 운동을 고려하면 압력에 의한 항이 위 식의 우변에 추가되어야 한다. 이 힘은 입자들의 무작위 운동에 의해 일어나며 단일 입자의 운동에서는 나타나지 않는다. 유체가 등방성을 갖고, 각각의 축에서 운동량의 변화는 그 축에서만 일어난다고 가정을 하면 다음 식을 얻을 수 있다.
{\displaystyle mn\left[{\frac {\partial \mathbf {u} }{\partial t}}+(\mathbf {u} \cdot \nabla )\mathbf {u} \right]=qn(\mathbf {E} +\mathbf {u} \times \mathbf {B} )-\nabla p}
압력 {\displaystyle \mathbf {} p}는 {\displaystyle \mathbf {} p\equiv nKT} 로 정의한다.
하지만 실제로 압력은 한 축에만 작용하지 않는다. {\displaystyle \mathbf {} x_{0}}에서 {\displaystyle \mathbf {} y} 축의 속력이 0이며 그 주변에서는 속력이 존재하고 위쪽 방향이라고 하자. 그러면 A와 B 면으로 입자들이 이동을 하면서 {\displaystyle \mathbf {} y}축에서 위쪽을 향하는 운동량을 얻게 된다. 그로 인해 전체 유체의 {\displaystyle \mathbf {} y}축 운동량은 증가하게 된다. 이런 변형력은 스칼라인 {\displaystyle \mathbf {} p} 로 나타낼 수 없어 텐서 {\displaystyle \mathbb {P} }를 사용해 기술을 해야한다. {\displaystyle \mathbb {P} }의 성분 {\displaystyle \mathbf {} P_{ij}}는 {\displaystyle \mathbf {} P_{ij}=mn{\bar {v}}_{i}{\bar {v}}_{j}} 로 정의하며 위 식의 {\displaystyle \mathbf {} -\nabla p}는 {\displaystyle -\nabla \cdot \mathbb {P} }로 대체할 수 있다.
중성 기체가 있는 경우면 극성을 띄는 유체는 운동량을 충돌을 통해 전달한다. 충돌에 의해 잃는 운동량은 상대 속도 {\displaystyle \mathbf {u} -\mathbf {u} _{0}}에 비례할 것이다. 여기서 {\displaystyle \mathbf {u} _{0}}는 중성 기체의 속도이다. 만약 충돌 사이의 평균 자유 시간 {\displaystyle \mathbf {} \tau }가 일정하다면, 그로 인해 발생하는 힘은 {\displaystyle -mn(\mathbf {u} -\mathbf {u} _{0})/\tau }가 된다. 변형력과 중성 입자와의 충돌을 고려해 운동 방정식을 일반화하면 다음과 같다.
{\displaystyle mn\left[{\frac {\partial \mathbf {u} }{\partial t}}+(\mathbf {u} \cdot \nabla )\mathbf {u} \right]=qn(\mathbf {E} +\mathbf {u} \times \mathbf {B} )-\nabla \cdot \mathbb {P} -{\frac {mn(\mathbf {u} -\mathbf {u} _{0})}{\tau }}}

#### 일반적인 유체와의 비교
일반적인 유체는 나비에-스토크스 방정식을 따른다.
{\displaystyle \rho \left[{\frac {\partial \mathbf {u} }{\partial t}}+(\mathbf {u} \cdot \nabla )\mathbf {u} \right]=-\nabla p+\rho \nu \nabla ^{2}\mathbf {u} }
이 식은 전자기력과 서로 다른 종류의 입자간 충돌을 제외한 경우 플라스마의 운동 방정식과 같은 형태이다. 점성에 관한 항인 {\displaystyle \rho \nu \nabla ^{2}\mathbf {u} } 은 자기장이 없는 상태에서 {\displaystyle \nabla \cdot \mathbb {P} -\nabla p}항과 같아진다. 즉, 나비에-스토크스 방정식과 플라스마의 운동 방정식은 전자기력에 관한 항만 빼면 같다.
어빈 랭뮤어는 실험적인 관측으로 플라스마의 유체 이론이 근사적으로 성립함을 증명하였다. 정전기 검출기를 이용한 실험에서 랭뮤어는 전자의 분포도가 충돌이 없음에도 맥스웰-볼츠만 분포에 가까움을 알아냈다. 이 현상은 랭뮤어 역설(Langmuir paradox)이라고 알려져 있으며, 고주파 진동에 잘 맞는다.
플라스마를 유체로 근사할 수 있는 다른 이유는 자기장 때문이다. 자기장이 존재할 경우 자기장이 입자 사이 충돌과 비슷한 효과를 만들어낸다. 전기장이 존재한다면 입자들은 가속을 하게 된다. 만약 입자가 충돌을 하게 되면 전기장 크기에 비례하는 종단 속력을 갖게 될 것이다. 자기장이 존재하는 경우에도 플라스마가 회전을 하게 만들어 일정한 흐름을 만들어 낸다. 이런 원인으로 실제로 충돌이 없는 플라스마도 충돌을 하는 유체와 비슷한 운동을 한다. 물론 자기장에 나란한 방향으로는 입자들이 자유롭게 움직인다. 이런 경우에는 유체로 근사가 힘들다. 따라서 자기장과 수직한 경우엔 유체 이론이 좋은 근사가 된다.

#### 연속 방정식
물질은 보존되기 때문에 {\displaystyle \mathbf {} V} 라는 공간에 있는 {\displaystyle \mathbf {} N} 개의 입자는 이 공간을 둘러싼 면적 {\displaystyle \mathbf {} S}를 통과하는 플럭스가 있어야 내부 입자의 양이 변하게 된다. 입자의 플럭스 밀도는 {\displaystyle n\mathbf {u} }이기 때문에 발산 정리를 이용하면,
{\displaystyle {\frac {\partial \mathbf {N} }{\partial t}}=\int _{V}{\frac {\partial n}{\partial t}}dV=-\oint n\mathbf {u} \cdot d{\vec {S}}=-\int _{V}\nabla \cdot (n\mathbf {u} )dV}
이는 어떠한 공간 V에 대해서도 성립해야 하기 때문에
{\displaystyle {\frac {\partial n}{\partial t}}+\nabla \cdot (n\mathbf {u} )=0}
와 같은 방정식을 만족한다. 이를 연속 방정식이라고 한다. 플라스마의 구성 물질에 따라 각각 다른 연속 방정식을 갖는다.

#### 상태 방정식
열역학 방정식을 이용하면 p와 n을 연관지을 수 있다.
{\displaystyle p=C\rho ^{\gamma }}
{\displaystyle C}는 상수이며 {\displaystyle \gamma ={\frac {C_{p}}{C_{v}}}}는 등압 비열용량과 등적 비열용량의 비율이다. 따라서 {\displaystyle \nabla p}는 다음과 같이 주어진다.
{\displaystyle {\frac {\nabla p}{p}}=\gamma {\frac {\nabla n}{n}}}
등온 팽창에서 {\displaystyle \mathbf {} \nabla p} 는
{\displaystyle \mathbf {} \nabla p=\nabla (nKT)=KT\nabla n}
이며 {\displaystyle \gamma }는 1이다.
단열 팽창에는 {\displaystyle \mathbf {} KT} 가 변하며 {\displaystyle \mathbf {} \gamma }는 1보다 큰 값을 갖는다. 만약 {\displaystyle \mathbf {} N}개의 자유도가 주어진다면 {\displaystyle \mathbf {} \gamma } 는
{\displaystyle \mathbf {} \gamma =(2+N)/N}
이다. 이 방정식을 만족하려면 열전도를 무시할 수 있어야 한다. 즉, 열전도율이 작아야 한다. 이는 자기장에 평행할 때 보다 수직인 경우에 더 가깝다.

#### 유체 방정식
편의를 위해 플라스마는 두 가지 종류의 유체(이온 및 전자)로 이루어져있다고 하자. (더 많은 종류의 유체로 쉽게 확장할 수 있다.) 전하 밀도와 전류 밀도는 다음과 같다.
{\displaystyle \mathbf {} \sigma =n_{i}q_{i}+n_{e}q_{e}}
{\displaystyle \mathbf {j} =n_{i}q_{i}\mathbf {v} _{i}+n_{e}q_{e}\mathbf {v} _{e}}
더 이상 단일 입자의 운동은 고려하지 않기 때문에 {\displaystyle \mathbf {v} }를 대신 유체의 속도 {\displaystyle \mathbf {u} }로 나타낼 수 있다. 충돌과 점성을 고려하지 않도록 하면 유체를 나타내는 방정식들은 아래와 같다.
{\displaystyle \epsilon _{0}\nabla \cdot \mathbf {E} =n_{i}q_{i}+n_{e}q_{e}\qquad \qquad (5)}
{\displaystyle \nabla \times \mathbf {E} =-{\dot {\mathbf {B} }}\qquad \qquad (6)}
{\displaystyle \nabla \cdot \mathbf {B} =0\qquad \qquad (7)}
{\displaystyle {\frac {1}{\mu _{0}}}\nabla \times \mathbf {B} =n_{i}q_{i}\mathbf {v} _{i}+n_{e}q_{e}\mathbf {v} _{e}\qquad \qquad (8)}
{\displaystyle m_{j}n_{j}\left[{\frac {\partial \mathbf {v} _{j}}{\partial t}}+(\mathbf {v} _{j}\cdot \nabla )\mathbf {v} _{j}\right]=q_{j}n_{j}(\mathbf {E} +\mathbf {v} \times \mathbf {B} )-\nabla p_{j}\qquad j=i,e\qquad (9)}
{\displaystyle {\frac {\partial n_{j}}{\partial t}}+\nabla \cdot (n_{j}\mathbf {v} _{j})=0\qquad j=i,e\qquad (10)}
{\displaystyle p_{j}=C_{j}n_{j}^{\gamma _{j}}\qquad j=i,e\qquad (11)}
벡터를 3개의 스칼라 성분으로 나누면 이 방정식들에는 16개의 미지수가 있으며 18개의 스칼라 방정식이 있다. 하지만 8번과 6번 식에 발산정리를 이용하면 5번과 8번 식을 얻을 수 있기 때문에 2개의 식은 필요가 없다. 이 16개의 식과 16개의 미지수를 이용하면 유체로 근사한 플라스마의 운동을 해석할 수 있다.

## 응용 분야
플라스마는 {\displaystyle \mathbf {} n} 과 {\displaystyle \mathbf {} KT_{e}} 라는 변수로 특징을 지을 수 있다. 플라스마의 응용 분야는 다양한 값의 {\displaystyle \mathbf {} n} 과 {\displaystyle \mathbf {} KT_{e}}를 사용한다.

### 기체 방전
어빙 랭뮤어와 통크스(Tonks) 등이 1920년대에 최초로 플라스마를 이용하였다. 그들의 연구에서 진공관은 큰 전류를 흘려보내야 해서 이온화된 기체를 사용해야 됐다. 이들이 사용했던 플라스마는 에너지와 밀도가 작았다. 차폐현상은 이 실험을 통해 발견되었다. 최근에 기체 방전은 용접, 네온 사인 등에 사용된다.

### 제어 열 핵융합
현대 플라스마 물리는 1952년도에 시작되었다. 이 시기에 플라스마 물리의 목적은 수소 폭탄에서 핵융합 반응을 조절한 반응로를 만드는 것이었다. 중수소(D)와 삼중수소 (T)가 포함된 핵심적인 반응은 다음과 같다.
{\displaystyle D+D\rightarrow \mathbf {} ^{3}He+n+3.2MeV}
{\displaystyle D+D\rightarrow T+p+4.0MeV}
{\displaystyle D+T\rightarrow \mathbf {} ^{4}He+n+17.6MeV}
가속된 중수소는 핵융합 반응을 거치기 전에 산란되며 에너지를 잃어 수소 폭탄이 제대로 작동하지 않게 된다. 이 때문에 수소폭탄을 제대로 작동시키기 위해서 열 에너지가 {\displaystyle 10keV} 근방이 되도록 플라스마를 유지시켜야 한다. 이런 플라스마를 가열하고 보관해야 하는 문제들은 1952년 이후 플라스마 물리가 빠르게 발전하는 원동력이 되었다. 이 문제는 여전히 풀리지 않았으며, 대부분의 플라스마 물리 연구는 이 문제를 푸는데 초점을 맞추고 있다.
그 밖에, 천체물리학이나 기체 레이저 등에 플라스마가 쓰인다.

## 같이 보기
- 자기 유체역학

## 참고 문헌
1. πλάσμα, Henry George Liddell, Robert Scott, A Greek–English Lexicon, on Perseus
2. Luo, Q-Z; D'Angelo, N; Merlino, R. L. (1998). "Shock formation in a negative ion plasma" (PDF) 5 (8). Department of Physics and Astronomy. Retrieved 2011-11-20.
3. Sturrock, Peter A. (1994). Plasma Physics: An Introduction to the Theory of Astrophysical, Geophysical & Laboratory Plasmas. Cambridge University Press. ISBN 978-0-521-44810-9.
4. "Ionization and Plasmas". The University of Tennessee, Knoxville Department of Physics and Astronomy.
5. "How Lightning Works". HowStuffWorks.
6. Plasma fountain Source, press release: Solar Wind Squeezes Some of Earth's Atmosphere into Space
7. Hazeltine, R.D.; Waelbroeck, F.L. (2004). The Framework of Plasma Physics. Westview Press. ISBN 978-0-7382-0047-7.